# Stazione di Bibbiena
La stazione di Bibbiena è la principale stazione ferroviaria di Bibbiena, in provincia di Arezzo. Si trova lungo la ferrovia Arezzo-Stia, gestita da La Ferroviaria Italiana (LFI).